# Poultney (wieś)
Poultney – wieś (village) w Stanach Zjednoczonych, w stanie Vermont, w hrabstwie Rutland, w gminie (town) Poultney.